# Gummersbach
Gummersbach é uma cidade da Alemanha, localizado no distrito de Oberbergischer Kreis, Renânia do Norte-Vestfália. A cidade fica cerca de 50 km a leste de Colônia, e tem 52.467 habitantes (2007).